# Dichodontium fulvescens
Dichodontium fulvescens är en bladmossart som beskrevs av Stirton 1909. Dichodontium fulvescens ingår i släktet Dichodontium och familjen Dicranaceae. Inga underarter finns listade i Catalogue of Life.